# Lago di Sarnen
Il lago di Sarnen (in tedesco: Sarnersee) è un lago della Svizzera centrale, situato nel Canton Obvaldo. Suo unico emissario è il fiume Aa.